# Clarington (Ontario)
Clarington es un municipio canadiense situado en la provincia de Ontario.

## Superficie
Clarington tiene una superficie de 610,84 km².

## Demografía
En 2021, tenía 101 427 habitantes, una densidad poblacional de 166 hab./km², y 36 852 viviendas.